# Klasblog
Een klasblog, klaslog of in Nederland ook wel klassenblog is een weblog waarop leerkrachten en leerlingen van een klas berichten kunnen plaatsen. Vaak worden op een klasblog klasactiviteiten of verslagen, of ook weleens leertips, geplaatst; maar op een klasblog staan vaak ook veel foto's.

## Hoe een klasblog eruitziet
Vele klasblogs springen in het oog door de vele foto's en kleurrijke opmaak. Soms kunnen leerlingen meeposten (bij Blogger kan dit via het Mail2Bloggersysteem, door een mailtje te sturen naar een bepaald e-mailadres). Dikwijls is de lay-out nogal simpel.

### Veelgebruikte weblogdiensten
Veelgebruikte weblogdiensten voor een klasblog zijn Blogger, Wordpress, Skynet en Bloggen.be.

## Een klasblog kan ook...
- ... een ontmoetingsplaats zijn. Op sommige klasblogs vindt men een forum, een chatpagina, een pagina met games of met filmpjes.
- ... een leerhulppagina zijn. Op vele klasblogs vindt men een aparte pagina met leertips of toetseninfo.
- ... een pagina met vragen zijn. Op sommige klasblogs vindt men af en toe een poll met een vraag waarop leerlingen een antwoord kunnen kiezen.
- ... een online kalender zijn. Op vele klasblogs vindt men een online kalender of info over activiteiten.